# Vyškov
Vyškov (Duits: Wischau) is een plaats in de Tsjechische regio Zuid-Moravië, op ongeveer 30 kilometer afstand van Brno.

## Geschiedenis

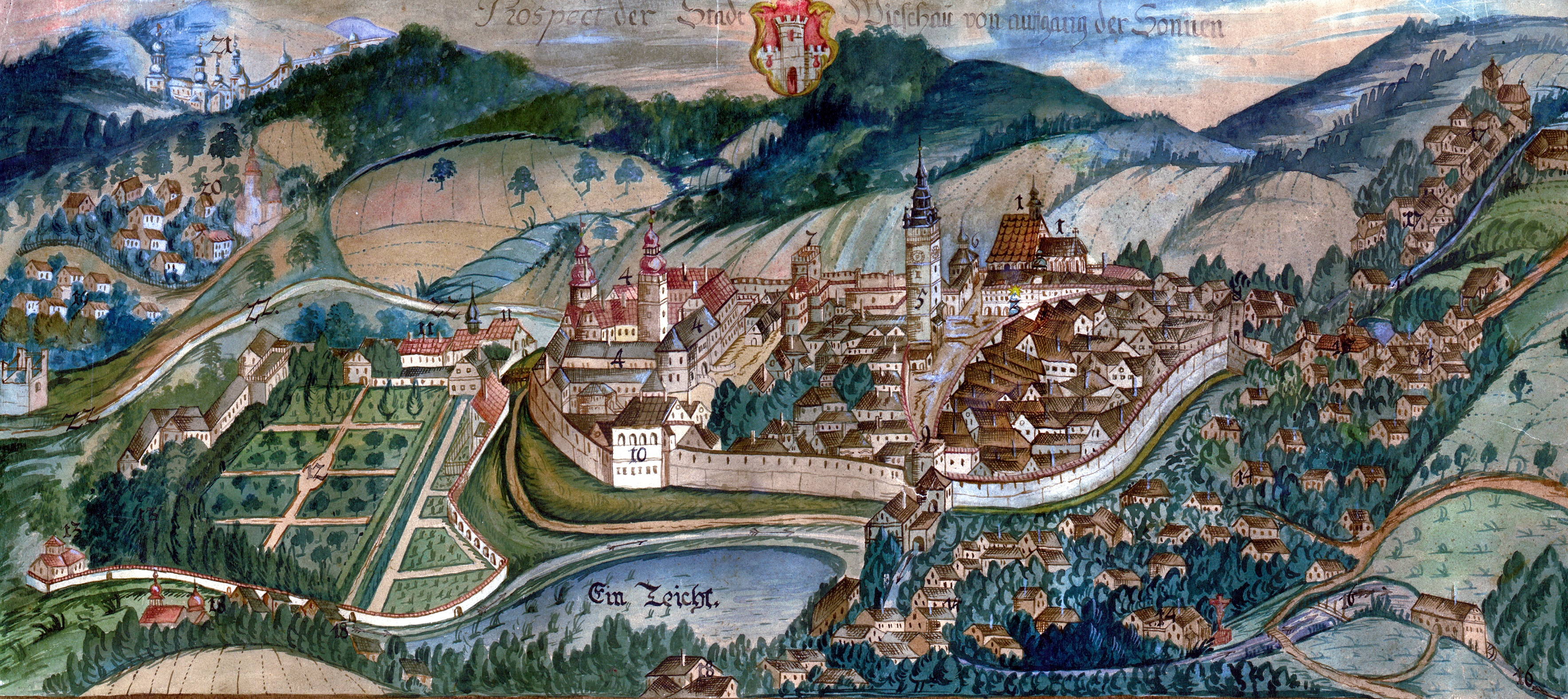
Tekening van Vyškov in 1720

De eerste vermelding van Vyškov stamt uit het jaar 1141. Vanaf toen tot in de 18e eeuw was de stad eigendom van het bisdom Olomouc. Sinds de 13e eeuw lag Vyškov in een Duitstalig "taaleiland", maar vanaf het einde van de 19e eeuw zijn de Duitssprekenden grotendeels geassimileerd. De overgeblevenen werden in 1945 uitgewezen bij de verdrijving van Duitsers na de Tweede Wereldoorlog.
In 1753 werd de stad getroffen door een grote brand waarbij een groot deel van de stad werd verwoest.

## Scholen
Tot 2004 was de "Hogeschool van de Heer in Vyškov" (Vysoká vojenská škola pozemního vojska ve Vyškově) gezeteld in de stad. Nu zit het "Instituut voor bescherming tegen massavernietigingswapens" (Ústav ochrany proti zbraním hromadného ničení) van de Universiteit voor Verdediging (Univerzita obrany) in Vyškov.

## Partnersteden
- Döbeln, Duitsland
- Michalovce, Slowakije
- Jaroslaw, Polen
- Virovitica, Kroatië

## Personen

### Geboren in Vyškov
- Andreas Zelinka (1802-1868), Burgemeester van Wenen 1861-1868
- Michal Kadlec (1984), voetballer
- Albert Rusnák (1994), voetballer